# Étranger Series
Étranger Series (エトランゼシリーズ, Etoranze Shirīzu, lit. «Sèrie de l'estranger») és una sèrie de manga yaoi japonès escrita i il·lustrada per la mangaka Kanna Kii. El primer volum d'aquesta col·lecció, Umibe no Étranger (海辺のエトランゼ, lit. «Un estranger a la platja») fou serialitzat a la revista manga bimensual On BLUE de 2013 a 2014. Després va ser continuada amb una seqüela titulada Harukaze no Étranger (春風のエトランゼ, lit. «Un estranger a la brisa primaveral»). L'11 de setembre de 2020 se'n va estrenar una pel·lícula d'anime del primer volum de la mà de Studio Hibari.

## Argument

### Umibe no Étranger
Shun Hashimoto és un novel·lista gai resident a Okinawa i se sent atret per Mio Chibana, un estudiant d'institut orfe que viu amb uns parents des de la mort de la seva mare. La reacció de Mio als seus avenços fa recordar a Shun la postura dels seus pares quan van descobrir la seva orientació sexual. En el moment en què Shun i Mio es fan més propers, el darrer confessa que es muda a la ciutat, però promet mantenir el contacte.
Tres anys després, Mio torna de sobte i confessa que està enamorat de Shun, però aquest es veu superat per la situació a causa del sentiment de culpa de privar-lo d'una vida «normal». Paral·lelament, Sakurako, amiga d'infància i expromesa de Shun, arriba a l'illa per persuadir-lo de tornar a Hokkaido a causa de la mala salut del seu pare. Shun vol quedar-se amb Mio, però aquest l'insta a tornar a reconciliar-se amb la seva família. Shun d'adona que Mia està realment enamorat d'ell i a causa de la sinceritat les seves paraules, decideix tornar a Hokkaido i li demana a Mio que l'acompanyi.

### Harukaze no Étranger
Acompanyat de Mio, Shun visita la casa dels seus pares a Hokkaido, on coneix Fumi, el seu germà petit adoptat durant la seva absència. Sakurako l'ha enganyat per reconciliar-lo amb el seu pare. Shun i Mio s'instal·len a casa els Hashimoto, amb el pare de Shun i Fumi lluitant per ser acceptats totalment com a parella. Durant el dia de visita dels pares a l'escola de Fumi, Shun topa inesperadament amb Wada, un antic company de classe i el seu primer amor no correspost. A la primavera, Shun publica la seva primera novel·la i guanya immediatament l'atenció dels mitjans de comunicació tot i el seu anonimat per haver estat considerat com a novel·lista gai. Després de cinc anys, Shun decideix prendre's un descans d'escriure novel·les, mentre en Fumi es rebel·la i es pren malament el rebuig de Sakurako com a promesa.

## Personatges
Shun Hashimoto (橋本 駿, Hashimoto Shun)
Veu: Taishi Murata (drama CD, film)  (japonès)
Shun és un novel·lista de 27 anys que s'identifica com a gai. Originari de Hokkaido, es va traslladar a viure a Okinawa amb la seva àvia després que els seus pares descobrissin la seva orientació sexual. Si bé se sent atret per Mio, es resisteix a revelar els seus sentiments, ja que sovint creu que Mio mai no entendria com és ser gai i seria millor que no li fes cas.
Mio Chibana (知花 実央, Chibana Mio)
Veu: Yoshitsugu Matsuoka (drama CD, film)  (japonès)
Mio és un freeter de 20 anys. Després de la mort de la seva mare, es trasllada breument a Okinawa, on coneix Shun. Inicialment ofès per l'actitud de Shun, aviat s'enamora i s'hi declara quan torna a Okinawa. Mio intenta comprendre millor les inquietuds de Shun, tot i que Shun desestima constantment els seus avenços.
Sakurako (桜子)
Veu: Yū Shimamura (drama CD)  (japonès)
Sakurako és amiga de la infància de Shun que ha sabut que era gai des de l'institut. A través d'un matrimoni concertat, també va ser la seva promesa fins que va sortir de l'armari amb els seus pares durant la cerimònia de casament. Malgrat tot, Sakurako segueix enamorat d'ell.
Eri (絵理)
Veu: Ayumi Fujimura (drama CD)  (japonès)
Eri és una dona que abans vivia amb Shun i la seva àvia a Okinawa abans de mudar-se a viure amb la seva xicota, Suzu.
Suzu (鈴)
Veu: Sayaka Nakaya (drama CD)  (japonès)
Suzu és la xicota d'Eri.
Fumi Hashimoto (橋本 ふみ, Hashimoto Fumi)
Veu: Kumiko Watanabe (drama CD)  (japonès)
Fumi és el germà petit de Shun, que va ser adoptat i criat durant l'absència de Shun. Està enamorat de Sakurako i troba difícil acceptar la relació de Shun i Mio.
Wada (和田)
Wada és un antic company de classe de Shun de l'escola secundària que va descobrir que Shun era gai després d'adonar-se que Shun estava enamorat d'ell. La seva dona, Yoneko, és advocada i aficionada a les obres de Shun. Tots dos tenen una filla anomenada Chiho del primer matrimoni de Yoneko, que està a la classe de Fumi i no s'avé amb Wada.

## Manga
Umibe no Étranger ha estat escrit i il·lustrat per Kanna Kii. És la seva obra debut com a mangaka. Va ser serialitzat en la revista manga bimensual On BLUE de 2013 a 2014. Els capítols van ser publicats posteriorment dins en tankobon per Shodensha.
El manga continuà amb una seqüela titulada Harukaze no Étranger, que va començar a sortir a la mateixa revista el 25 de juliol de 2014. Progressivament, els volums també han estat publicats en format tankobon per Shodensha.
Umibe no Étranger va ser adaptat a un CD drama protagonitzat per Taishi Murata com Shun i Yoshitsugu Matsuoka com Mio, que va sortir al mercat el 26 d'agost de 2016. Animate va incloure un CD exclusiu com a bonificació per temps limitat. Una adaptació de CD del volum 1 de Harukaze no Étranger va ser llançat el 27 d'octubre de 2017.
El 2020 es va publicar un àlbum d'il·lustracions sobre la sèrie anomenat queue-Kanna Kii artbook-, recollint les portades dels volums i les revistes, a més d'altres obres.

### Umibe no Étranger
| Núm. | Títol                                | Publicació (Japó)    | ISBN                |
| ---- | ------------------------------------ | -------------------- | ------------------- |
| 1    | Umibe no Etoranze (海辺のエトランゼ) | 25 de juliol de 2014 | ISBN 978-4396783488 |

### Harukaze no Étranger
| Núm. | Títol                                     | Publicació (Japó)    | ISBN                |
| ---- | ----------------------------------------- | -------------------- | ------------------- |
| 1    | Harukaze no Etoranze (春風のエトランゼ 1) | 25 de juliol de 2015 | ISBN 978-4396783648 |
| 2    | Harukaze no Etoranze (春風のエトランゼ 2) | 25 de juliol de 2016 | ISBN 978-4396783884 |
| 3    | Harukaze no Etoranze (春風のエトランゼ 3) | 25 de juliol de 2017 | ISBN 978-4396784201 |
| 4    | Harukaze no Etoranze (春風のエトランゼ 4) | 25 d'agost de 2020   | ISBN 978-4396785048 |
| 5    | Harukaze no Etoranze (春風のエトランゼ 5) | 25 d'octubre de 2022 | ISBN 978-4396785529 |

## Pel·lícula d'anime
El 25 d'octubre de 2019, Fuji TV va anunciar que estaven produint una adaptació del manga Umibe no Etoranze en format de pel·lícula d'anime com a part de la seva marca d'anime yaoi Blue Lynx, amb l'estrena a cinemes prevista per l'11 de setembre de 2020. La pel·lícula serà animada per Studio Hibari i dirigida per Akiyo Ohashi. Kanna Kii, qui s'havia dedicat anteriorment a l'animació, supervisarà la pel·lícula i estarà al capdavant del disseny dels personatges. La pel·lícula serà distribuïda per Shochiku.

## Recepció
El 2014, Umibe no Étranger va quedar en 5a posició en una llista de recomanacions d'obres de gènere boys' love en una enquesta a 470 empleats de 400 llibreries d'arreu del Japó. Pel que fa a la feina de Kanna Kii com a il·lustradora, Kozue Aou de Kono Manga ga Sugoi! va elogiar el seu ús de contrastos de colors, vinyetes llargues i primers plans dels personatges, i la feina de càmera que dona al lector una visió sobre els sentiments dels personatges.
El segon volum de Harukaze no Étranger va quedar en la 48a posició de les llistes Oricon. Es van vendre 17.457 còpies en la seva primera setmana. Kozue Aou de Kono Manga ga Sugoi! va descriure el primer volum com expressiu i un producte de primera classe que reflecteix les emocions complexes de cada personatge, i descriu l'escalfor de realisme que transmet el viatge de Shun i Mio a Hokkaido.